# انفعال مرن
الانفعال المرن هو تمدد (وليس انقطاع) يحصل في الرابطة الذرية المشتركة بين الذرات في المواد، وعندها تتغير المسافات بين الذرات بمقادير صغيرة وذلك عندما تتعرض المادة لإجهاد خارجي. مجموع هذه التغيرات على طول قطعة من المادة يسمى بالانفعال المرن.
تنعدم القوة بين الذرات إذا كانت متباعدة، وتبدأ الذرات بالتجاذب عند نقصان المسافة a بينها. تظهر قوة تنافر بين الذرات عند تداخل الأغلفة الالكترونية والتي تكون أصغر من قوة التجاذب عند المسافات الكبيرة نسبياً ولكنها تزداد بسرعة وتصبح أكبر عند المسافات الصغيرة. لهذا، تكون القوة المحصلة تجاذبية عند المسافات الكبيرة وتدافعية عند المسافات الصغيرة، كما تنعدم عند مسافة التوازن الإلكتروني ao والتي توافق مستوى الطاقة الادنى.
إن الانفعالات المرنة (موضوع الاهتمام الهندسي) عبارة عن تشويش بسيط لأوضاع التوازن للذرات والتي هي عادة أقل من 1%.